# Капуоццо, Дженнаро
Дженна́ро Капуо́ццо (итал. Gennaro Capuozzo; 22 июня 1932, Неаполь — 29 сентября 1943, Неаполь) — участник антифашистского восстания в Неаполе в сентябре 1943 года. Погиб, пытаясь подбить гранатой немецкий танк.

## Биография
Дженнаро Капуоццо, по прозвищу «Дженнарино», родился 22 июня 1932 года в Неаполе. Был самым старшим ребёнком в семье. На 1943 год работал помощником продавца в торговой лавке.
8 сентября, после того, как итальянское правительство маршала Бадольо подписало перемирие с союзниками, Неаполь был оккупирован немецкими войсками. Для устрашения жителей немцы расстреляли несколько итальянских солдат и моряков.
27 сентября после начала депортации мужского населения Неаполя в Германию, в городе вспыхнуло народное восстание. Дженнаро, как и многие неаполитанские мальчишки, примкнул к восставшим и участвовал в уличных боях. Он был самым молодым участником восстания в Неаполе. 
29 сентября во время боев на центральной улице Неаполя Дженнаро Капуоццо погиб, пытаясь подбить гранатой немецкий танк. 30 сентября немецкие войска покинули Неаполь.
За героизм, проявленную в боях с оккупантами, Дженнаро Капуоццо был посмертно награждён Золотой медалью «За воинскую доблесть».

## В искусстве
- Памяти Дженнаро Капуоццо посвящён фильм «Четыре дня Неаполя» 1962 года, рассказывающий о восстании в Неаполе. Роль Капуоццо сыграл Доменико Формато.

- Дженнаро Капуоццо и другим неаполитанским мальчишкам, участвовавшим в восстании, посвящена песня «Scugnizzi» неаполитанской рок-группы 24 Grana.